# Tape Toy
Tape Toy (soms gestileerd als TAPE TOY) is een Nederlands band uit Amsterdam, bestaande uit leadzangeres en gitarist Roos van Tuil, gitarist Wesley Fransen, basgitarist Maurice van de Graaf en drummer Marc van Dongen. De band brak in 2017 door door de Amsterdamse Popprijs te winnen en hebben sindsdien verschillende singles, het album Honey, WTF in 2022 en de ep TTYS in 2023 uitgebracht.

## Geschiedenis

### Amsterdamse Popprijs en Popronde
De vier bandleden deden allen een muziekopleiding aan het Conservatorium van Amsterdam, waar ze voor een opdracht bij elkaar werden gezet. Omdat het goed tussen elkaar klikte, besloten ze om samen een band op te richten. Ze hadden een jaar lang gerepeteerd en liedjes geschreven, voordat ze in 2017 meededen met de Amsterdamse Popprijs. Ondanks dat de groep zonder verwachtingen deze wedstrijd inging, wisten ze deze te winnen.
Dit betekende de doorbraak van de band en zorgde er voor dat ze in 2018 op verschillende kleinere festivals mocht spelen, en later in het jaar gevraagd werd voor de Popronde. Ondertussen werden ook de eerste singles uitgebracht; Crazy Bae en Naive. Die laatste werd begin 2019 bij radiozender NPO 3FM uitgeroepen tot 3FM Megahit, kort nadat de band zelf was uitgeroepen tot 3FM Talent. De singles werden door de band opgenomen in een Belgische boerderij en gefinanceerd door hun deelname aan de Popronde en een beurs van Sena. Bij de opnamesessie werden in totaal zeven singles opgenomen.

### Nooderslag en doorbraakjaar
In januari van 2019 was de band ook te vinden op showcasefestival Noorderslag, waarbij ze door 3voor12 in de top 10 beste acts van dat jaar werden gezet. Kort hierna werd de volgende single FOMO uitgebracht. 2019 werd vervolgens een druk jaar voor Tape Toy. Nog vier andere singles volgden na FOMO en ze stonden op verschillende festivals in Nederland, waaronder Grasnapolsky, Paaspop, Oranjepop, Klomppop, de Zwarte Cross, Oerol, Waterpop en Appelpop. Ook mochten ze in de voorprogramma's staan van optredens van Weezer, Skunk Anansie en Hinds. Aan het eind van 2019 hadden ze een eigen optreden in bovenzaal van Paradiso.

### Honey, WTFenTTYS
Hierna werd het wat stiller rondom de band. Het bleek te komen doordat leadzangeres Van Tuil in februari 2020 haar broer had verloren, terwijl kort daarna ook haar relatie door haar vriend werd beëindigd. Daarnaast begon in maart 2020 de coronapandemie. Rouwend schreef Van Tuil nieuwe muziek, waarbij ze de teksten erg persoonlijk maakte. Toen ze de nieuwe muziek aan de andere bandleden presenteerde, bleek het zelfs té persoonlijk te zijn, waarna het gros van de nummers herschreven werden. De eerste single die hieruit voorkwam, Tired, werd in juli 2021 uitgebracht. De muziek bleek gelijk wat minder vrolijk te zijn dan eerdere singles. Na enkele singles volgde in januari 2022 het album Honey, WTF. Er werd door de band tour gedaan langs enkele Nederlandse clubs, met de band Stella als voorprogramma. 
In 2023 werd Honey, WTF opgevolgd met de ep TTYS, wat staat voor "Talk To You Soon". De muziek van deze ep was weer een stuk vrolijker gezind dan zijn voorganger. Voordat ze de ep uitbrachten, deden ze een clubtour met de Utrechtse band Bongloard. Het plan was om kort na de release van TTYS de plaat te debuteren met een optreden in Skatepark NOORD, maar door een armbreuk van de gitarist, gebeurde dit pas in de zomer van 2023. Naast enkele kleine festivals, werd er na 'TTYS niet meer opgetreden en er kwam ook geen nieuwe muziek in dat jaar.

### Contract bij Mattan Records en nieuwe muziek
Tape Toy kondingde in juni 2024 aan dat ze een contract hadden getekend bij muzieklabel Mattan Records en een maand later werd daar de single Anyone, Anything uitgebracht. Voor deze nieuwe single werd door de band geëxperimenteerd met hun muziekstijl. Er werden veel samples gebruikt en er waren meer shoegaze-achtige klanken. In november 2024 werd vervolgens de volgende single Shotgun uitgebracht en bij een optreden in de Melkweg in december 2024 debuteerden ze hun volgende ep Launch The Rocket.

## Muziekstijl
De eerste muziek van de band was vrij luchtige gitaarrock, door de band zelf omschreven als "bubble grunge". Vanwege het thema van album Honey, WTF werd de muziek wat minder "bubble" en werd het was somberder, meer grunge. Pinguin Radio beschreef de band met het genre indierock. Voor de muziek uit 2024 werd door de band geëxperimenteerd en werden er meerdere samples gebruikt bij het maken van de nummers. Naast de gebruikelijke "bubble grunge" werd door De Muziekplank het genre shoegaze genoemd.

## Discografie (albums en ep's)
- Honey, WTF (album, 2022)
- TTYS (ep, 2023)
- Launch The Rocket (ep, 2024)